# FIFA 월드컵 기록
다음은 FIFA 월드컵에서 작성된 기록들이다.

## 대회
모든 팀이 전부 1패 이상 기록한 대회
1954년 FIFA 월드컵
가장 많은 관중을 동원한 단일경기가 있는 대회
1950년 FIFA 월드컵, 결승전(199,954명)
가장 적은 관중을 동원한 단일경기가 있는 대회
1930년 FIFA 월드컵, 조별리그 3조 루마니아 대 페루 전(300명)
해트트릭이 없는 대회
2006년 FIFA 월드컵
가장 많은 해트트릭이 나온 대회
1954년 FIFA 월드컵, 8개
경기장 수가 가장 적은 대회
1930년 FIFA 월드컵, 3개
경기장 수가 가장 많은 대회
2030년 FIFA 월드컵, 24개

## 팀

### 종합
최다 출전
 브라질, 22회
최다 우승
 브라질, 5회
최다 결승 진출
 독일, 8회
최다 준결승 진출
 독일, 12회
최다 경기 팀
 브라질, 114경기
최저 경기 팀
 인도네시아, 1경기
최다 경기 개최국
 독일, 14경기
최저 경기 개최국
 남아프리카 공화국,  카타르, 3경기
최저 경기 우승팀
 우루과이 (1930년 4전 4승, 1950년 4전 3승 1무)
한 대회 최다 경기 팀
 우루과이, 2010년 FIFA 월드컵 27전 10승 9무 8패 (지역예선을 6승 6무 6패로 플레이오프, 플레이오프에서  코스타리카를 상대로 1승 1무, 조별리그에서 2승 1무로 16강 진출, 16강에서  대한민국을 상대로 승리, 8강에서  가나를 상대로 승부차기 끝에 준결승 진출, 준결승에서  네덜란드에게 패배, 3/4위전에서  독일에게 패배.)
최다 승리
 브라질, 76경기
최다 패배
 멕시코, 28경기
최다 무승부
 이탈리아, 21경기
전 경기 패배
 인도네시아,  아랍에미리트,  아이티,  엘살바도르,  이라크,  콩고 민주 공화국,  중화인민공화국,  캐나다,  토고, 카타르
전 경기 최다 연패
 엘살바도르, 6연패
전 경기 최다 무승
 온두라스, 9경기
최다 승률
 브라질, 66% (114경기 76승)
최저 패배율
 브라질, 16.6% (114경기 19패)
조별리그 최다 승점팀
 브라질, 157점 (48승 13무 8패)
토너먼트 최다 승점팀
 독일, 98점 (31승 5무 14패)
최다 득점
 브라질, 237득점
최다 실점
 독일, 130실점
최저 득점
 인도네시아,  콩고 민주 공화국,  중화인민공화국,  트리니다드 토바고, 0득점
최저 실점
 앙골라, 2실점
최다 해트트릭
 독일, 6회 (서독 포함)
해트트릭을 가장 많이 허용한 팀
 대한민국,  독일 (서독 포함), 4회
한 경기 최고 평균 득점
 헝가리, 2.72득점
한 경기 최저 평균 실점
 앙골라, 0.67실점
가장 많이 만난 두 팀
 브라질 대  스웨덴 (6회, 1938년(브라질 승), 1950년(브라질 승), 1958년(브라질 승), 1978년(무승부), 1990년(브라질 승), 1994년(브라질 승) ),  독일 대  유고슬라비아/ 세르비아 (6회, 1954년(서독 승), 1958년(서독 승), 1962년(유고슬라비아 승), 1974년(서독 승), 1990년(서독 승), 2010년(세르비아 승) )
최다 무패 횟수
 브라질, 7회 (1958년, 1962년, 1970년, 1978년, 1986년, 1994년, 2002년)
가장 많이 한 대회에서 무패를 기록하고도 탈락한 팀
 잉글랜드, 3회 (1982년, 1990년, 2006년)
가장 많이 한 대회에서 패배를 기록하고도 가장 높이 올라간 팀
 잉글랜드, 3승 1무 3패로 4위 (2018년)
가장 많이 한 대회에서 승리를 기록하지 못한 팀
 멕시코, 6회 (1930년, 1950년, 1954년, 1958년, 1966년, 1978년),  불가리아 (1962년, 1966년, 1970년, 1974년, 1986년, 1998년),  대한민국 (1954년, 1986년, 1990년, 1994년, 1998년, 2014년)
결승전 최다 승리 팀
 브라질 7전 4승 1무 2패 (1958년, 1962년, 1970년, 2002년 승리) (1994년 무승부 (승부차기 승)),  독일 8전 4승 4패 (1954년, 1974년, 1990년, 2014년 승리)
결승전 최다 패배 팀
 독일 8전 4승 4패 (1966년, 1982년, 1986년, 2002년 패배)
결승전 최다 승률 팀
 우루과이 2전 2승 0패 (1930년, 1950년),  잉글랜드 1전 1승 0패 (1966년),  스페인 1전 1승 0패(2010년), 100%
결승전 최소 승률 팀
 네덜란드 3전 0승 3패(1974년, 1978년, 2010년),  헝가리 2전 0승 2패(1938년, 1954년),  체코 2전 0승 2패(1934년, 1962년),  스웨덴 1전 0승 1패(1958년), 0%
준결승전 최다 승률 팀
 아르헨티나, 6전 6승 0패 (1930년, 1978년, 1986년, 1990년, 2014년, 2022년),  헝가리, 2전 2승 0패 (1938년, 1954년),  체코, 2전 2승 0패 (1934년, 1962년), 100%
준결승전 최소 승률 팀
 폴란드, 2전 0승 2패(1974년, 1982년),  오스트리아, 2전 0승 2패(1934년, 1954년),  포르투갈, 2전 0승 2패(1966년, 2006년),  벨기에, 2전 0승 2패(1986년, 2018년),  세르비아, 2전 0승 2패(1930년, 1962년),  미국, 1전 0승 1패(|1930년),  칠레, 1전 0승 1패(1962년),  러시아, 1전 0승 1패(1966년),  튀르키예, 1전 0승 1패(2002년),  대한민국, 1전 0승 1패(2002년),  모로코, 1전 0승 1패(2022년),  불가리아, 1전 0승 1패(1994년), 0%
우승한 적이 없는 팀 중 최다 준우승 팀
 네덜란드, 3회 (1974년, 1978년, 2010년)
우승한 적이 없는 팀 중 최다 준결승 진출 팀
 네덜란드, 5회 (1974년, 1978년, 1998년, 2010년, 2014년)
가장 많이 지역 예선에서 탈락한 팀
 룩셈부르크, 21회
가장 적게 지역 예선에서 탈락한 팀
 독일(불참한 1930년 FIFA 월드컵과 제2차 세계 대전으로 출전 자격을 박탈당한 1950년 대회 불포함),  브라질, 0회
월드컵 본선 개근팀
 브라질, 23회(1930년 FIFA 월드컵부터 2026년 FIFA 월드컵까지 단 한 번도 불참과 지역예선 탈락 없이 본선에 진출.)
1회 이상 본선에 진출한 팀 중 가장 많이 지역 예선에서 탈락한 팀
 웨일스, 17회 (1950년 대회부터 참여하여 1958년 대회와 2022년 대회만 지역 예선을 통과하고 나머지는 탈락)
가장 많이 월드컵을 개최한 팀
 멕시코(공동개최 포함), 3회(1970년, 1986년, 2026년)
가장 빨리 월드컵을 재개최한 팀
 멕시코, 1970년 ~ 1986년 (16년)
대륙별 최다 출전
- 남미 :  브라질 - 23회, 2014년 FIFA 월드컵은 개최국 자격으로 본선 자동진출.
- 북중미 :  멕시코 - 18회
- 아시아 :  대한민국 - 12회
- 아프리카 :  카메룬 - 8회
- 오세아니아 :  오스트레일리아(OFC 소속으로 출전한 대회에 한함),  뉴질랜드 - 2회
- 유럽 :  독일(서독 포함) - 20회

대륙별 최고 성적
- 남미 :  브라질 - 우승(5회, 1958년, 1962년, 1970년, 1994년, 2002년),  아르헨티나 - 우승(3회, 1978년, 1986년, 2022년),  우루과이 - 우승(2회, 1930년, 1950년)
- 북중미 :  미국 - 3위(1930년)
- 아시아 :  대한민국 - 4위(2002년)
- 아프리카 :  모로코 - 4위(2022년)
- 오세아니아 :  오스트레일리아 - 16강(2006년)
- 유럽 :  이탈리아 - 우승(4회, 1934년, 1938년, 1982년, 2006년),  독일(서독 포함) - 우승(4회, 1954년, 1974년, 1990년, 2014년),  프랑스 - 우승(2회, 1998년, 2018년),  잉글랜드 - 우승(1회, 1966년),  스페인 - 우승(1회, 2010년)

본선진출율이 가장 높은 대륙
- 남미 -  베네수엘라를 제외한 모든 팀이 본선 1회 이상 진출, 10개국중 3개국( 브라질,  아르헨티나,  우루과이) 우승 경험

평균성적이 가장 좋은 대륙
- 남미 - 10개국이 존재하며 월드컵 우승은 10회( 브라질 5회,  아르헨티나 3회,  우루과이 2회), 평균전적 우승 1회.

우승한 팀을 상대로 승리를 기록한 팀
- 1954년 FIFA 월드컵의  헝가리 - 해당 월드컵 우승국  서독을 상대로 조별리그에서 8-3으로 승리.(그러나 결승에서 다시 맞붙어 2-3으로 패배.)
- 1974년 FIFA 월드컵의  동독 - 해당 월드컵 우승국  서독을 상대로 1-0으로 승리.(그러나 2라운드에서 아르헨티나와 나란히 탈락.)
- 1978년 FIFA 월드컵의  이탈리아 - 해당 월드컵 우승국  아르헨티나를 상대로 1-0으로 승리.(그러나 2라운드에서 네덜란드에 밀려 조 2위를 기록, 결국 3,4위전으로 밀리고 여기서도 브라질에게 패해 4위를 기록함.)
- 2010년 FIFA 월드컵의  스위스 - 해당 월드컵 우승국  스페인을 상대로 1-0으로 승리.(그러나 칠레에게 패하고 온두라스와 비기는 등의 졸전 끝에 탈락. 스페인은 칠레와 온두라스를, 칠레는 스위스와 온두라스를 모두 제압하여 양팀 모두 2승 1패를 기록함.)
- 2022년 FIFA 월드컵의  사우디아라비아 - 해당 월드컵 우승국  아르헨티나를 상대로 2-1로 승리.(그러나 2, 3차전에서 폴란드 멕시코에 패배해 조 4위를 기록)

조별리그에서 조 2위를 하고 우승한 팀
4개 팀
- 1954년 FIFA 월드컵 당시의  서독(1승 1패, 그 조 1위  헝가리는 2승)
- 1974년 FIFA 월드컵 당시의  서독(2승 1패, 그 조 1위  동독은 2승 1무)
- 1978년 FIFA 월드컵 당시의  아르헨티나(2승 1패, 그 조 1위  이탈리아는 3승)
- 1982년 FIFA 월드컵 당시의  이탈리아(3무, 그 조 1위  폴란드는 1승 2무)

우승한 지 가장 오래된 팀
- 우루과이 : 1950년 FIFA 월드컵

가장 최근에 우승한 팀
- 아르헨티나 : 2022년 FIFA 월드컵

### 한 대회
한 대회 최다 승리
2002년  브라질, 7승(본선 진출 후 모든 경기 승리)
한 대회 최다 득점
1954년  헝가리, 27득점
한 대회 최다 무득점
1978년  페루, 4경기
한 대회 최다 연속 무득점
1970년  엘살바도르, 1974년  오스트레일리아,  자이르, 1978년  페루, 1986년  캐나다, 1994년  그리스, 2002년  사우디아라비아,  중화인민공화국,  프랑스, 2006년  트리니다드 토바고, 2010년  알제리,  온두라스, 3경기
한 대회 최다 득점 기록 중 최저 기록
1934년  이탈리아, 12득점
한 대회 최저 실점
2006년  스위스, 0실점
한 대회 최다 실점
1954년  대한민국, 16실점
한 대회 최장 시간 무실점
1990년  이탈리아, 517분
한 대회 최고 골득실
1954년  헝가리, +17
한 대회 최고 골득실 우승
2002년  브라질, +14
한 대회 최저 골득실
1954년  대한민국, -16
한 대회 최저 골득실 우승
1982년  이탈리아, 2010년  스페인, +6
한 경기 최고 평균 득점
1954년  헝가리, 5.40골
최다 득점 우승
1954년  서독, 25득점
최저 득점 우승
2010년  스페인, 8득점
최저 실점 우승
1998년  프랑스, 2006년  이탈리아, 2010년  스페인, 2실점
최다 실점 우승
1954년  서독, 14실점
최저 평균 득점 우승
2010년  스페인, 1.14득점
한 대회 최다 무패팀
2006년  스위스,  아르헨티나,  잉글랜드,  프랑스,  이탈리아, 5개 팀
한 대회 최저 무패팀
1954년, 0개 팀
최다 승리 우승
2002년  브라질, 7승(본선 진출 후 모든 경기 승리)
최저 승리 우승
1950년  우루과이, 3승 1무
최다 승리를 거두고도 우승하지 못한 팀
2010년  네덜란드, 6승 후 결승전에서 패배(참고로 지역예선도 전승).
최저 경기 횟수로 4강전에 진출한 팀
1938년  스웨덴, 1승 ( 오스트리아의 기권으로 8강에 자동 진출한 후  쿠바에 승리하고 준결승 진출)
1950년  우루과이, 1승 ( 스코틀랜드와  튀르키예의 기권으로 인해  볼리비아와의 경기에서 승리 후 바로 4강 결선 리그 진출)
디팬딩 챔피언의 연속 우승
1938년  이탈리아, 1962년  브라질
지난 대회 우승 팀이 기록한 최악의 성적 (전체)
1934년  우루과이, 참가 포기
지난 대회 우승 팀이 기록한 최악의 성적 (본선 진출팀)
2002년  프랑스, 1무 2패 (1라운드), 0득점 3실점, 골득실 -3
1라운드에서 탈락한 디펜딩 챔피언
 이탈리아 (1950년과 2010년),  브라질 (1966년),  프랑스 (2002년),  스페인 (2014년),  독일 (2018년)
개최국으로 우승
1930년  우루과이, 1934년  이탈리아, 1966년  잉글랜드, 1974년  서독, 1978년  아르헨티나, 1998년  프랑스
개최국이 기록한 최악의 성적
2022년  카타르, 3패(1라운드), 1득점 7실점, 골득실 -6
최다 경기 개최국
 대한민국 (2002년),  독일 (1974년 서독, 2006년),  아르헨티나 (1978년),  이탈리아 (1990년),  프랑스 (1998년),  브라질 (2014년), 7경기
최저 경기 개최국
 프랑스 (1938년), 2경기
한 대회에서 두 번 만난 두 팀
1954년  서독 대  헝가리(조별리그와 결승전), 1962년  브라질 대  체코슬로바키아(조별리그와 결승전), 1982년  이탈리아 대  폴란드(조별리그와 4강전), 1994년  브라질 대  스웨덴(조별리그와 4강전), 2002년  브라질 대  튀르키예(조별리그와 4강전), 2018년  벨기에 대  잉글랜드(조별리그와 3/4위전), 2022년  크로아티아 대  모로코(조별리그와 3/4위전)
개최국으로 지역 예선 참가
1934년  이탈리아  그리스와의 경기에서 1차전 승리 후 그리스의 기권으로 본선 진출
2010년  남아프리카 공화국 2차 예선 탈락
2022년  카타르
지역 예선에서 가장 많은 경기를 치르고 본선에 진출한 팀
 우루과이 (20경기, 2002년과 2010년)
지역 예선에서 가장 많은 경기를 치르고도 본선에 진출하지 못한 팀
 우루과이 (20경기, 2006년),  바레인,  코스타리카 (20경기, 2010년),  요르단 (20경기, 2014년)
지역 예선을 포함하여 가장 많은 경기를 치른 팀
 우루과이 (27경기, 2010년)
본선 참가국 수가 가장 적은 대회
1930년, 1950년, 13개 팀
최저 경기 대회
1934년, 17경기

### 연속
최다 연속 우승
 이탈리아 (2회, 1934년~1938년),  브라질 (2회, 1958년~1962년)
최다 연속 결승전 진출
 서독 (3회, 1982년~1990년),  브라질 (3회, 1994년~2002년)
최다 연속 준우승
 네덜란드 (2회, 1974년~1978년),  서독 (2회, 1982년~1986년)
최다 연속 준결승 진출
 독일 (4회,2002년~2014년)
최다 연속 1라운드 통과
 독일, 16회
최다 연속 1라운드 탈락
 스코틀랜드, 8회
최다 연속 출전
 브라질 (22회, 1930년~2022년, 1962년과 1966년, 1974년, 1998년 월드컵은 지난 대회 우승팀 자격으로, 1950년과 2014년 월드컵은 개최국 자격으로 자동 출전)
최다 연속 지역 예선 통과 (자동 출전 제외)
 스페인 (10회, 1986년~2022년)
최다 연속 지역 예선 탈락
 룩셈부르크 (21회, 1934년~2022년)
최다 연속 승리(지역 예선 포함)
 네덜란드 2010년 대 마케도니아 2-1 ~ 2010년 대 우루과이 3-2, 14경기 연속
최다 연속 승리(본선)
 브라질, 2002년 대  튀르키예 2-1 ~ 2006년 대  가나 3-0, 11경기 연속(2006년 월드컵 지역예선에서 브라질은 11라운드에서  에콰도르에게 패, 15라운드에서  아르헨티나에게 패함.)
최다 연속 무패
 브라질, 1958년 대 오스트리아 3-0 ~ 1966년 대 불가리아 2-0, 13경기 연속
최다 연속 패배
 멕시코, 1930년 대 프랑스 1-4 ~ 1958년 대 스웨덴 0-3, 9경기 연속
최다 연속 무승
 불가리아, 1962년 대 아르헨티나 0-1 ~ 1994년 대 나이지리아 0-3, 17경기 연속
최다 연속 무승부
 벨기에, 1998년 대 네덜란드 0-0 ~ 2002년 대 튀니지 1-1, 5경기 연속
최다 연속 무승부 없음
 포르투갈, 1966년 대 헝가리 3-1 ~ 2006년 대 네덜란드 1-0, 16경기 연속
최다 연속 득점 (1득점)
 브라질 (18회, 1930년~1958년),  독일 (18회, 1934년~1958년)
최다 연속 득점 (2득점)
 우루과이 (11회, 1930년~1954년)
최다 연속 득점 (3득점, 4득점)
 우루과이 (4회, 1930년~1950년),  헝가리 (4회, 1954년),  포르투갈 (4회, 1966년),  서독,  브라질 (4회, 1970년) (4득점)
최다 연속 득점 (6득점 이상)
 브라질 (2경기, 1950년) (6득점),  헝가리 (2경기, 1954년) (8득점)
최다 연속 무득점
 볼리비아 (5경기, 1930년~1994년),  알제리 (5경기, 1986년~2010년)
최다 연속 무실점
 이탈리아 (5경기, 1990년),  스위스 (5경기, 2006년~2010년)
최장 시간 무실점
 스위스 (559분, 1994년, 2006년~2010년)
최다 연속 실점 (1실점)
 스위스 (22경기, 1934년~1994년)
최다 연속 실점 (2실점)
 멕시코 (9경기, 1930년~1958년)
최다 연속 실점 (3실점)
 멕시코 (5경기, 1930년~1950년)
최다 연속 실점 (4실점)
 볼리비아 (3경기, 1930년~1950년),  멕시코 (3경기, 1930년~1950년)
최다 연속 실점 (5실점 이상)
 대한민국 (2경기, 1954년) (7실점),  미국 (2경기, 1930년~1934년) (6실점),  오스트리아 (2경기, 1954년) (5실점)
가장 긴 기간 사이에 다시 우승한 팀
 이탈리아 (44년, 1938년~1982년)
가장 긴 기간 사이에 다시 결승전에 진출한 팀
 아르헨티나 (48년, 1930년~1978년)
가장 긴 기간 사이에 다시 준결승전에 진출한 팀
 스페인 (60년, 1950년~2010년)
가장 긴 기간 사이에 다시 준준결승전에 진출한 팀
 미국 (72년, 1930년~2002년)
가장 긴 기간 사이에 다시 본선에 진출한 팀
 웨일스 (64년, 1958년~2022년)
단, 대회 횟수를 기준으로 할 경우  튀르키예 포함 (48년, 1954년~2002년, 12회)
가장 긴 기간 사이에 지역예선 탈락한 팀
 이탈리아 (60년, 1958년~2018년)

## 선수
월드컵 최다 출전 선수
안토니오 카르바할 ( 멕시코, 1950년~1966년), 로타어 마테우스 ( 독일, 1982년~1998년), 잔루이지 부폰 ( 이탈리아, 1998년~2014년), 라파엘 마르케스 ( 멕시코, 2002년~2018년), 기예르모 오초아 ( 멕시코, 2006년~2022년), 안드레스 과르다도 ( 멕시코, 2006년~2022년), 리오넬 메시 ( 아르헨티나, 2006년~2022년), 크리스티아누 호날두 ( 포르투갈, 2006년~2022년) 5회
월드컵 최다 우승을 경험한 선수
펠레 ( 브라질, 1958년, 1962년, 1970년), 3회
가장 많은 경기에 출전한 선수
리오넬 메시( 아르헨티나, 2006년~2022년), 26경기
가장 많은 시간 동안에 출전한 선수
리오넬 메시 ( 아르헨티나, 2006년~2022년), 2,252분
최다 승리를 경험한 선수
카푸 ( 브라질, 1994년~2006년), 16경기
월드컵 결승에 최다 출전한 선수
카푸 ( 브라질, 1994년~2002년), 3경기
주장으로 최다 출전한 선수
리오넬 메시 ( 아르헨티나, 2010년~2022년), 19경기
교체선수로 최다 출전한 선수
데니우송 ( 브라질, 1998년~2002년), 11경기
최연소 선수
노먼 화이트사이드 ( 북아일랜드, 대 유고슬라비아, 1982년), 17년 41일
최연소 결승전 출전 선수
펠레 ( 브라질, 대 스웨덴, 1958년), 17년 249일
최연소 주장
토니 미올라, ( 미국, 대 체코슬로바키아, 1990년), 21년 109일
최고령 선수
에삼 엘 하다리 ( 이집트, 대 사우디아라비아, 2018년), 45년 161일
최고령 결승전 출전 선수
디노 초프 ( 이탈리아, 대 서독, 1982년), 40년 133일
최고령으로 월드컵 첫 출전 선수
에삼 엘 하다리 ( 이집트, 대 사우디아라비아, 2018년), 45년 161일
최고령 주장
에삼 엘 하다리 ( 이집트, 대 사우디아라비아, 2018년), 45년 161일
선수 연령차가 가장 큰 팀
1994년  카메룬, 24년 42일 (리고베르 송: 17년 358일, 로제 밀라: 42년 35일)
선수 연령차가 가장 큰 우승 팀
1982년  이탈리아, 21년 297일 (디노 초프: 40년 133일, 주세페 베르고미: 18년 201일)
가장 긴 기간 사이에 월드컵에 출전한 선수
파리드 몬드라곤 ( 콜롬비아, 1998년~2014년), 16년
가장 긴 기간 동안에 월드컵에 출전한 선수
파리드 몬드라곤 ( 콜롬비아, 1994년~2014년), 20년
가장 긴 기간 사이에 선수와 감독으로 월드컵에 출전한 선수
팀, 44년(1938년  브라질 (선수로 출전), 1982년  페루 (감독으로 출전))
가장 짧은 기간 사이에 선수와 감독으로 월드컵에 출전한 선수
마리우 자갈루 , 8년(1958~1962년  브라질 (선수로 출전), 1970년  브라질 (감독으로 출전))
가장 많은 슈팅을 하고도 득점을 기록하지 못한 선수
프랭크 램퍼드 ( 잉글랜드, 2006년~2010년, 39개 슈팅

### 선수 득점
최다 득점
미로슬라프 클로제 ( 독일, 2002년~2014년, 16득점)
지역 예선 최다 득점(아시아)
알리 다에이 ( 이란, 1994년~2006년, 35득점)
지역 예선 최다 득점(유럽)
프레드라그 미야토비치 ( 유고슬라비아, 1996년~1998년, 14득점)
지역 예선 최다 득점(아프리카)
지역 예선 최다 득점(북중미)
지역 예선 최다 득점(남미)
루이스 수아레스 ( 우루과이, 2010년~2022년, 29득점)
지역 예선 최다 득점(오세아니아)
아치 톰프슨 ( 오스트레일리아, 2001년~2005년, 18득점)
한 대회 최다 득점
쥐스트 퐁텐 ( 프랑스, 1958년, 13득점)
한 경기 최다 득점(본선)
올레크 살렌코 ( 러시아, 1994년, 대 카메룬, 5득점)
한 경기 최다 득점(지역 예선)
아치 톰프슨 ( 오스트레일리아, 2002년, 대  아메리칸사모아, 13득점)
한 경기 최다 득점을 기록하고도 패한 경기에 출전한 선수
에른스트 빌리모브스키 ( 폴란드, 1938년, 대 브라질, 4득점)
결승전 최다 득점
제프 허스트 ( 잉글랜드, 1966년 대 서독), 킬리안 음바페 ( 프랑스, 2022년 대 아르헨티나) 3득점
결승전 매 경기 최다 득점
바바 ( 브라질, 3득점, 1958년 대 스웨덴 2득점, 1962년 대 체코슬로바키아 1득점), 펠레 ( 브라질, 3득점, 1958년 대 스웨덴 2득점, 1970년 대 이탈리아 1득점), 제프 허스트 ( 잉글랜드, 3득점, 1966년 대 서독 3득점), 지네딘 지단 ( 프랑스, 3득점, 1998년 대 브라질 2득점, 2006년 대 이탈리아 1득점), 킬리안 음바페 ( 프랑스, 4득점, 2018년 대 크로아티아 1득점, 2022년 대 아르헨티나 3득점)
최다 매 경기 최소 1득점
호나우두 ( 브라질, 11회, 1998년~2006년)
최다 매 경기 연속 최소 1득점
쥐스트 퐁텐 ( 프랑스, 6회, 1958년), 자이르지뉴 ( 브라질, 6회, 1970년)
최다 매 경기 최소 2득점
코치시 샨도르 ( 헝가리, 4회, 1954년), 쥐스트 퐁텐 ( 프랑스, 4회, 1958년), 호나우두 ( 브라질, 4회, 1998년~2006년)
최다 매 경기 연속 최소 2득점
코치시 샨도르 ( 헝가리, 4회, 1954년)
최다 해트트릭
코치시 샨도르 ( 헝가리, 2회, 1954년), 쥐스트 퐁텐 ( 프랑스, 2회, 1958), 게르트 뮐러 ( 서독, 2회, 1970), 가브리엘 바티스투타 ( 아르헨티나, 2회, 1994년과 1998년)
최다 연속 해트트릭
코치시 샨도르 ( 헝가리, 2회, 1954), 게르트 뮐러 ( 서독, 2회, 1970)
가장 빠른 해트트릭, 최다 득점 교체 선수
키시 라슬로 ( 헝가리, 8분, 69분, 72분, 76분, 대 엘살바도르, 1982년)
가장 늦은 해트트릭
킬리안 음바페 ( 프랑스, 80분, 81분, 118분, 대 아르헨티나, 2022년)
매 경기 득점
알시데스 기지아 ( 우루과이, 1950년, 4경기 4득점), 쥐스트 퐁텐 ( 프랑스, 1958년, 6경기 13득점), 자이르지뉴 ( 브라질, 1970년, 6경기 7득점), 흐리스토 스토이치코프 ( 불가리아, 1994년, 5경기 6득점), 호나우두 ( 브라질, 2002년, 4경기 5득점), 하메스 로드리게스 ( 콜롬비아, 2014년, 5경기 6득점)
최다 대회 최소 1득점
크리스티아누 호날두 ( 포르투갈, 5회, 2006년~2022년)
최다 대회 최소 2득점
우베 젤러 ( 서독, 4회, 1958년~1970년), 미로슬라프 클로제 ( 독일, 4회, 2002년~2014년)
최다 대회 최소 3득점
위르겐 클린스만 ( 서독, 3회, 1990년~1998년), 호나우두 ( 브라질, 3회, 1998년~2006년)
최다 대회 최소 4득점
미로슬라프 클로제 ( 독일, 3회, 2002년~2010년), 헬무트 란 ( 서독, 2회, 1954년~1958년), 게르트 뮐러 ( 서독, 2회, 1970년~1974년), 바바 ( 브라질, 2회, 1958년~1962년), 펠레 ( 브라질, 2회, 1958년, 1970년), 게리 리네커 ( 잉글랜드, 2회, 1986년~1990년), 가브리엘 바티스투타 ( 아르헨티나, 2회, 1994년~1998년), 호나우두 ( 브라질, 2회, 1998년~2002년), 크리스티안 비에리 ( 이탈리아, 2회, 1998년~2002년, 킬리안 음바페 ( 프랑스, 2회, 2018년~2022년)
최다 대회 최소 5득점
테오필로 쿠비야스 ( 페루, 2회, 1970년, 1978년), 미로슬라프 클로제 ( 독일, 2회, 2002년~2006년), 토마스 뮐러 ( 독일, 2회, 2010년~2014년)
최장 기간 사이에 첫 득점과 마지막 득점을 기록
리오넬 메시 ( 아르헨티나, 16년, 2006년~2022년)
크리스티아누 호날두 ( 포르투갈, 16년, 2006년~2022년)
최연소 득점
펠레 ( 브라질, 1958년 대 웨일스, 17년 239일)
최연소 해트트릭
펠레 ( 브라질, 1958년 대 프랑스, 17년 244일)
최연소 결승전 득점
펠레 ( 브라질, 1958년 대 스웨덴, 17년 249일)
최고령 득점
로제 밀라 ( 카메룬, 1994년 대 러시아, 42년 39일)
최고령 해트트릭
크리스티아누 호날두 ( 포르투갈, 2018년 대 스페인, 33년 130일)
최고령 결승전 득점
닐스 리드홀름 ( 스웨덴, 1958년 대 브라질, 35년 263일)
페널티킥 최다 득점 (승부차기 제외)
에우제비우 ( 포르투갈, 4득점, 1966년), 로프 렌센브링크 ( 네덜란드, 4득점, 1978년), 가브리엘 바티스투타 ( 아르헨티나, 2득점, 1994년과 1998년), 리오넬 메시 ( 아르헨티나, 4득점, 2022년)
가장 빠른 득점
하칸 쉬퀴르 (2002년  튀르키예, 대 대한민국, 11초)
가장 빠른 교체 선수 득점
에베 산 (1998년  덴마크, 대 나이지리아, 60분, 교체되어 들어온 지 16초만에 득점)
가장 빠른 결승전 득점
요한 네이스컨스 (1974년  네덜란드, 대 서독, 90초)
가장 늦은 득점
알레산드로 델 피에로 (2006년  이탈리아, 대 독일, 121분 (120분 14초))
압델무멘 자부 (2014년  알제리, 대 독일, 121분(120분 50초))
가장 늦은 결승전 득점
제프 허스트 (1966년  잉글랜드, 대 서독, 120분)
첫 골든골
로랑 블랑 (1998년  프랑스, 대 파라과이, 113분)
마지막 골든골
일한 만스즈 (2002년  튀르키예, 대 세네갈, 94분)
가장 빠른 골든골
일한 만스즈 (2002년  튀르키예, 대 세네갈, 94분)
가장 늦은 골든골
안정환 (2002년  대한민국, 대 이탈리아, 117분)
아무도 없는 그라운드에서 득점
손흥민 (2018년  대한민국, 대 독일, 96분)

### 팀 득점
최다 점수차 승리
1954년  헝가리 대  대한민국 9-0, 1974년  유고슬라비아 대  자이르 9-0, 1982년  헝가리 대  엘살바도르 10-1, 9점차
지역 예선 최다 점수차 승리
2002년 오세아니아 지역 예선  오스트레일리아 대  아메리칸사모아 31-0, 31점차, 2001년 4월 11일
한 팀의 한 경기 최다 득점
1982년  헝가리, 대  엘살바도르 10-1, 10득점
양 팀의 한 경기 최다 득점
1954년  오스트리아 대  스위스 7-5, 12득점
최다 득점 무승부 경기(본선)
1954년  잉글랜드 대  벨기에 4-4, 1962년  소련 대  콜롬비아 4-4
최다 득점 무승부 경기(지역 예선)
2014년  스웨덴 대  독일, 4-4
최다 점수차로 지고 있다가 승리를 기록한 경기
1954년  오스트리아 (대  스위스, 3골, 스위스에 0-3으로 지고 있다가 7-5로 이김), 1966년  포르투갈 (대  북한, 3골, 조선민주주의인민공화국에 0-3으로 지고 있다가 5-3으로 이김)
최다 점수차로 지고 있다가 무승부를 기록한 경기(본선)
1962년  콜롬비아 (대  소련, 3골, 소련에 0-3으로 지고 있다가 4-4로 비김), 2002년  우루과이 (대  세네갈, 3골, 세네갈에 0-3으로 지고 있다가 3-3으로 비김)
최다 점수차로 지고 있다가 무승부를 기록한 경기(지역 예선)
2014년  스웨덴 (대  독일, 4골, 독일에 0-4로 지고 있다가 4-4로 비김).
양 팀의 한 경기 연장전 최다 득점
1970년  이탈리아 대  서독, 5득점 (이탈리아 3득점, 서독 2득점)
한 팀의 결승전 최다 득점
1958년  브라질 5골
양 팀의 결승전 최다 득점
1958년  브라질 대  스웨덴 5-2, 7득점
양 팀의 결승전 최저 득점
1994년  브라질 대  이탈리아 0-0, 0득점
결승전 최다 점수차 승리
1958년  브라질 대  스웨덴 5-2, 1970년  브라질 대  이탈리아 4-1, 1998년  프랑스 대  브라질 3-0, 3점차
최다 점수차로 지고 있다가 승리를 기록한 결승전 경기
1954년  서독 (대  헝가리, 2골, 헝가리에 0-2로 지고 있다가 3-2로 이김)
개최국으로 참가하여 최다 점수차로 승리한 경기
1934년  이탈리아 대  미국 7-1, 1950년  브라질 대  스웨덴 7-1, 1978년  아르헨티나 대  페루 6-0, 6점차
개최국으로 참가하여 최다 점수차로 패배한 경기
2014년  브라질 대  독일 1-7, 6점차
가장 짧은 시간에 가장 많은 골을 넣은 경기
2014년  독일 대  브라질 6분동안 4골(23', 24', 26', 29'), 전술한 개최국으로 참가하여 최다 점수차로 패배한 경기와 동일한 경기.
한 경기 한 팀의 선수 최다 득점
1974년  유고슬라비아 대  자이르 9-0, 유고슬라비아 7명
한 대회 한 팀의 선수 최다 득점
1982년  프랑스, 2006년  이탈리아, 10명
최다 골든골 팀
1998년  프랑스, 2002년  대한민국,  세네갈,  튀르키예, 1골

### 대회 득점
월드컵 대회 최다 득점
2022년 172골
월드컵 대회 최저 득점
1930년, 1934년 70골
월드컵 대회 한 경기 최고 평균 득점
1954년 6.36골
월드컵 대회 한 경기 최저 평균 득점
1990년 2.21골
월드컵 대회 최다 골든골
2002년 3골

### 자책골
한 대회 최다 자책골
10골 (2018년)
한 경기 최다 자책골
2골 ( 미국 대  포르투갈, 2002년, 포르투갈 조르즈 코스타, 미국 제프 어구스)
한 대회에서 양 팀에 득점한 선수
뤼트 크롤 ( 네덜란드, 1974년, 대 불가리아 자책골, 대 아르헨티나 득점)
에르니 브란츠 ( 네덜란드, 1978년, 대 오스트리아 득점, 대 이탈리아 자책골 및 득점)
시니샤 미하일로비치 ( 유고슬라비아, 1998년, 대 이란 득점, 대 독일 자책골)
박주영 ( 대한민국, 2010년, 대 아르헨티나 자책골, 대 나이지리아 득점)
데니스 체리셰프 ( 러시아, 2018년, 대 우루과이 자책골, 대 사우디아라비아 득점, 대 이집트득점)
엔소 페르난데스 ( 아르헨티나, 2022년, 대 멕시코 득점, 대 오스트레일리아 자책골)
한 경기에서 양 팀에 득점한 선수
에르니 브란츠 ( 네덜란드, 1978년, 대 이탈리아, 18분 자책골, 50분 득점)
마리오 만주키치 ( 크로아티아, 2018년, 대 프랑스, 18분 자책골, 69분 득점)

### 해트트릭
월드컵 대회 최다 해트트릭
1954년 8회
월드컵 대회 최저 해트트릭
2006년 0회
한 경기 최다 해트트릭 팀
2회 ( 스웨덴, 1938년, 대 쿠바, 구스타브 베테르스트룀과 토레 켈러가 해트트릭.)
한 경기에서 양 팀이 동시에 기록한 해트트릭
 스위스 대  오스트리아, 1954년 ( 테오도르 바그너와  요세프 휘기가 해트트릭.)
결승에서 해트트릭
제프 허스트 ( 잉글랜드, 1966년, 대 서독), 킬리안 음바페 ( 프랑스, 2022년, 대 아르헨티나)

## 골키퍼
최다 경기 무실점 기록 골키퍼
피터 실턴 ( 잉글랜드, 1982년~1990년), 파비앵 바르테즈 ( 프랑스, 1998년~2006년), 10경기
최장 시간 무실점 기록 골키퍼
왈테르 쳉가 ( 이탈리아, 1990년), 517분
최다 실점 골키퍼(본선)
안토니오 카르바할 ( 멕시코), 모하메드 알데아예아 ( 사우디아라비아), 25실점
최다 실점 골키퍼(지역 예선)
니키 살라푸 ( 아메리칸사모아), 91실점
한 경기 최다 실점 골키퍼(본선)
루이스 게바라 모라 ( 엘살바도르, 1982년, 대 헝가리, 10실점)
한 경기 최다 실점 골키퍼(지역 예선)
니키 살라푸 ( 아메리칸사모아, 2002년, 대 오스트레일리아, 31실점)
한 대회의 모든 경기를 뛰고 최저 실점을 기록한 골키퍼
파스칼 추베르뷜러 ( 스위스), 2006년, 0실점
한 대회 최다 실점 골키퍼
홍덕영 ( 대한민국), 1954년, 16실점
최저 실점 우승 팀 골키퍼
파비앵 바르테즈 ( 프랑스, 1998년), 잔루이지 부폰 ( 이탈리아, 2006년), 이케르 카시야스 ( 스페인, 2010년), 2실점
최다 실점 우승 팀 골키퍼
토니 투레크 ( 서독, 1954년), 14실점
한 대회 페널티킥 최다 선방 골키퍼(승부차기 제외)
얀 토마셰프스키 ( 폴란드, 1974년), 브래드 프리델 ( 미국, 2002년), 2회
최다 실점 결승전 골키퍼
칼레 스벤손 ( 스웨덴, 1958년), 1경기 5실점
결승전 해트트릭을 허용한 골키퍼
한스 틸코프스키 ( 서독, 1966년),에밀리아노 마르티네스 ( 아르헨티나, 2022년), 3실점.

## 감독
최다 경기를 치른 감독
헬무트 쇤 (25경기,  서독, 1966년~1978년)
최다 승리 감독
헬무트 쇤 (16경기,  서독, 1966년~1978년)
최다 우승 감독
비토리오 포초 (2회,  이탈리아, 1934년~1938년)
최다 출전 감독
카를루스 아우베르투 파헤이라 (1982년, 1990년, 1994년, 1998년, 2006년, 2010년), 6회
가장 많은 나라를 맡은 감독
보라 밀루티노비치 (5개국, 1986년  멕시코, 1990년  코스타리카, 1994년  미국, 1998년  나이지리아, 2002년  중화인민공화국), 카를루스 아우베르투 파헤이라 (5개국, 1982년  쿠웨이트, 1990년  아랍에미리트, 1994년, 2006년  브라질, 1998년  사우디아라비아, 2010년  남아프리카 공화국)
한 대회에서 가장 많은 팀을 맡아서 탈락시킨 감독
카를루스 케이로스 (3개국, 2022년  콜롬비아,  이집트,  이란)
최다 연승 기록을 세운 감독
루이스 펠리피 스콜라리 (11경기, 2002년  브라질 7경기, 2006년  포르투갈 4경기)
최다 무패 기록을 세운 감독
루이스 펠리피 스콜라리 (12경기, 2002년  브라질 7경기, 2006년  포르투갈 5경기)
최연소 감독
후안 호세 트라무톨라 ( 아르헨티나, 1930년), 27년 267일
최고령 감독
오토 레하겔 ( 그리스, 2010년), 71년 317일
월드컵 우승을 이룬 최연소 감독
알베르토 수피치 ( 우루과이, 1930년), 31년 222일
선수로 은퇴한 뒤 가장 빨리 월드컵 우승을 이룬 감독
마리우 자갈루 ( 브라질, 1970년), 1965년 선수 은퇴 후 5년만에 우승
가장 빠른 선수 교체
체사레 말디니의 주세페 베르고미와 알레산드로 네스타 교체 (4분,  이탈리아, 대 오스트리아, 1998년), 스벤예란 에릭손의 피터 크라우치와 마이클 오언 교체 (4분,  잉글랜드, 대 스웨덴, 2006년)
선수와 감독으로 최다 우승을 경험한 감독
 브라질 마리우 자갈루 (3회, 1958년, 1962년 (선수로 우승), 1970년 (감독으로 우승))
선수와 감독으로 결승전에 최다 진출을 경험한 감독
마리우 자갈루 ( 브라질 4회, 1958년, 1962년 (선수로 결승전에 진출), 1970년, 1998년(감독으로 결승전에 진출)), 프란츠 베켄바워 ( 서독 4회, 1966년, 1974년 (선수로 결승전에 진출), 1986년, 1990년 (감독으로 결승전에 진출))
선수와 감독으로 우승을 경험한 감독
마리우 자갈루 ( 브라질 1958년, 1962년 (선수로 우승), 1970년 (감독으로 우승), 프란츠 베켄바워 ( 서독 1974년 (선수로 우승), 1990년 (감독으로 우승)), 디디에 데샹 ( 프랑스 1998년 (선수로 우승), 2018년 (감독으로 우승))
대회 도중 경질된 감독
차범근 ( 대한민국 1998년. 조별리그 2경기 만에 경질됨.), 카를루스 아우베르투 파헤이라 ( 사우디아라비아 1998년. 조별리그 2경기 만에 경질됨.), 헨리크 카스페르차크 ( 튀니지 1998년. 조별리그 2경기 만에 경질됨.)

## 심판
최다 대회 심판
얀 랑게누스 ( 벨기에, 1930년~1938년), 이반 에클린드 ( 스웨덴, 1934년~1950년), 벤자민 그리피츠 ( 웨일스, 1950년~1958년), 아서 에드워드 엘리스 ( 잉글랜드, 1950년~1958년), 후안 가르데아사발 ( 스페인, 1958년~1966년), 자말 알샤리프 ( 시리아, 1986년~1994년), 조엘 키니우 ( 프랑스, 1986년~1994년) 알리 부지사임 ( 아랍에미리트, 1994년~2002년), 오스카르 루이스 ( 콜롬비아, 2002년~2010년), 카를루스 이우제니우 시몽 ( 브라질, 2002년~2010년), 3회
최다 경기 심판
조엘 키니우 ( 프랑스, 1986년~1994년), 베니토 아르춘디아 ( 멕시코, 2006년~2010년), 8경기
한 대회 최다 경기 심판
베니토 아르춘디아 ( 멕시코, 2006년), 오라시오 엘리손도 ( 아르헨티나, 2006년), 랍샨 이르마토프 ( 우즈베키스탄, 2010년), 5경기
최연소 심판
후안 가르데아사발 ( 스페인, 1958년), 24년 193일
최고령 심판
조지 리더 ( 잉글랜드, 1950년), 56년 236일
최초의 여성 심판
스테파니 프라파르 ( 프랑스, 2022년), 조별리그 E조 3차전  독일 대  코스타리카 전
대회 도중 경질된 심판
안토니오 마테우 라오스 ( 스페인, 2022년), 8강전  아르헨티나 대  네덜란드 전의 잘못으로 인해 4강전 시작하기 직전 경질.

## 경고와 퇴장
가장 빠른 경고
잠피에로 마리니 ( 이탈리아, 대  폴란드, 1982년), 세르게이 고를루코비치 ( 러시아, 대  스웨덴, 1994년), 1분
가장 빠른 퇴장
호세 바티스타 ( 우루과이, 대  스코틀랜드, 1986년), 56초
가장 빠른 퇴장 (예선포함)
라시드 알 후티 ( 바레인, 대  이란, 2014년), 39초
가장 늦은 경고
에디뉴 ( 브라질, 대  프랑스, 1986년), 카를로스 로아 ( 아르헨티나, 대  잉글랜드, 1998년), 덴젤 둠프리스 ( 네덜란드, 대  아르헨티나, 2022년) 승부차기
가장 늦은 퇴장
레안드로 쿠프레 ( 아르헨티나, 대  독일, 2006년), 승부차기가 끝난 후 퇴장
벤치에서 퇴장당한 선수
클라우디오 카니히아 ( 아르헨티나, 대  스웨덴, 2002년)
아무 이유 없는 퇴장
안토니오 라틴 ( 아르헨티나, 대  잉글랜드, 1966년), 심판이 라틴의 말을 알아듣지 못 하고 욕으로 오해하여 퇴장
교체 도중 경고 선수
앙헬 디 마리아 ( 아르헨티나, 대  페루, 2014년 지역예선)
최다 카드 선수
지네딘 지단 ( 프랑스, 1998년~2006년), 카푸 ( 브라질, 1994년~2006년), 6회
최다 경고 선수
카푸 ( 브라질, 1994년~2006년), 6회
최다 경고 팀
 아르헨티나, 88회 (64경기)
최다 경고 경기
2022년  아르헨티나 대  네덜란드, 18회
최다 경고 대회
2006년, 345개 (64경기)
최다 퇴장 선수
리고베르 송 ( 카메룬, 1994년과 1998년), 지네딘 지단 ( 프랑스, 1998년과 2006년), 2회
최다 퇴장 팀
 아르헨티나, 10회 (64경기)
최다 퇴장 경기
2006년,  포르투갈 대  네덜란드, 4개 (포르투갈 2개, 네덜란드 2개)
최다 퇴장 대회
2006년, 28개 (64경기)
최다 퇴장 결승전
1990년  아르헨티나 대  서독, 2개 (아르헨티나 페드로 몬손, 구스타보 데소티)
한 경기 최다 경고 선수
요시프 시무니치 ( 크로아티아, 대  오스트레일리아, 2006년), 3회, 심판착오로 3번째 경고 후 퇴장
한 경기 최다 경고 팀
 아르헨티나, (대  네덜란드, 2022년), 10개
한 대회 최다 경고 선수
치아구 시우바 ( 브라질, 2014년), 3회
첫 경고 감독
파울루 벤투 ( 대한민국, 2022년)
첫 퇴장 감독
파울루 벤투 ( 대한민국, 대  가나, 2022년)

## 관중
최다 관중 경기
1950년 FIFA 월드컵 브라질 리우데자네이루 마라카낭 경기장, 1950년 7월 16일 우루과이 대 브라질, 199,854명
최저 관중 경기
1930년 FIFA 월드컵 우루과이 몬테비데오 포시토스 경기장, 1930년 7월 14일 루마니아 대 페루, 300명
최다 관중 경기 (지역예선)
1978년 FIFA 월드컵 남아메리카 지역 예선 브라질 리우데자네이루 마라카낭 경기장, 1977년 3월 9일 브라질 대 콜롬비아, 162,764명
최저 관중 경기 (지역예선)
2006년 FIFA 월드컵 북아메리카 지역 예선 코스타리카 산호세 히카르도 사프리사 경기장, 2005년 3월 26일 코스타리카 대 파나마, 무관중
월드컵 대회 한 경기 최다 평균 관중
1994년, 68,991명
월드컵 대회 한 경기 최저 평균 관중
1934년, 23,235명

## 승부차기
승부차기를 가장 많이 치른 팀
4개 팀, ( 독일,  아르헨티나,  이탈리아,  프랑스)
한 대회에서 가장 많이 승부차기를 치른 팀
2회, 1990년  아르헨티나(2승), 2002년  스페인(1승 1패), 2018년  러시아(1승 1패),  크로아티아(2승), 2022년  아르헨티나(2승),  크로아티아(2승)
승부차기가 가장 많이 치러진 대회
2022년 5회
승부차기 최다 승리 팀
 독일,  아르헨티나 4회
한 대회 승부차기 최다 승리 팀
1990년  아르헨티나, 2018년  크로아티아, 2022년  크로아티아,  아르헨티나 2회
승부차기 최다 패배 팀 (전체)
 이탈리아,  잉글랜드,  스페인 3회
최다 승부차기 키커로 나선 선수, 승부차기 최다 패배 팀 키커
 이탈리아 로베르토 바조 (1990년 준결승전, 1994년 결승전, 1998년 8강전)
한 팀의 승부차기 최다 득점
5득점 (7개 팀,  서독 (1982년),  벨기에 (1986년),  아일랜드 (1990년),  스웨덴 (1994년),  대한민국 (2002년),  이탈리아 (2006년),  파라과이 (2010년))
양 팀의 승부차기 최다 득점
9득점 (4경기, 1982년  서독 대  프랑스 5-4, 1986년  스페인 대  벨기에 4-5, 1990년  아일랜드 대  루마니아 5-4, 1994년  스웨덴 대  루마니아 5-4)
승부차기 최다 득점팀
 서독, 17득점
양 팀의 승부차기가 가장 많이 치러진 경기
2경기 (12회, 1982년  서독 대  프랑스, 1994년  스웨덴 대  루마니아)
승부차기를 가장 많이 치른 팀
 프랑스, 21회
한 대회에서 승부차기를 가장 많이 치른 팀
 스페인, 9회
양 팀의 가장 많은 승부차기 실패 횟수
5회, 1990년  아르헨티나 대  유고슬라비아, 2002년  스페인 대  아일랜드, 2006년  포르투갈 대  잉글랜드
한 팀의 가장 많은 승부차기 실패 횟수
7회,  잉글랜드 (3경기),  이탈리아 (4경기)
한 팀의 승부차기 최저 득점
0득점 (2개 팀,  스위스, 2006년, 대  우크라이나
 스페인, 2022년, 대  모로코)
승부차기 최저 실점 골키퍼
 우크라이나 올렉산드르 쇼우코우스키 (2006년, 대  스위스),  모로코 야신 부누 (2022년, 대  스페인) 0실점
승부차기 최다 선방 골키퍼
 서독 하랄트 슈마허,  아르헨티나 세르히오 고이코체아,  아르헨티나 에밀리아노 마르티네스, 4회
한 경기 승부차기 최다 선방 골키퍼
 포르투갈 히카르두 (2006년, 대  잉글랜드),  브라질 줄리우 세자르 (2014년, 대  칠레),  크로아티아 도미니크 리바코비치 (2022년, 대  일본) 3회
한 대회 승부차기 최다 선방 골키퍼
 아르헨티나 세르히오 고이코체아 (1990년),  아르헨티나 에밀리아노 마르티네스 (2022년),  크로아티아 도미니크 리바코비치 (2022년) 4회

## 최다 득점 팀
승부차기를 통한 득점은 제외한다. 굵은 글씨는 월드컵 대회에서 우승한 팀이다.
- 1930년 -  아르헨티나 (18골)
- 1934년 -  이탈리아 (12골)
- 1938년 -  헝가리 (15골)
- 1950년 -  브라질 (22골)
- 1954년 -  헝가리 (27골)
- 1958년 -  프랑스 (23골)
- 1962년 -  브라질 (14골)
- 1966년 -  포르투갈 (17골)
- 1970년 -  브라질 (19골)
- 1974년 -  폴란드 (16골)
- 1978년 -  아르헨티나,  네덜란드 (15골)
- 1982년 -  프랑스 (16골)
- 1986년 -  아르헨티나 (14골)
- 1990년 -  서독 (15골)
- 1994년 -  스웨덴 (15골)
- 1998년 -  프랑스 (15골)
- 2002년 -  브라질 (18골)
- 2006년 -  독일 (14골)
- 2010년 -  독일 (16골)
- 2014년 -  독일 (18골)
- 2018년 -  벨기에 (16골)
- 2022년 -  프랑스 (16골)

## 최다 실점 팀
본선 진출 이후 최다실점한 팀이다. 굵은 글씨는 다음 라운드에 진출한 팀이다. 특히 1998년 FIFA 월드컵에서 브라질은 최다실점을 함에도 불구하고 준우승까지 차지했다. 2014년 FIFA 월드컵에서 브라질은 준결승전에서 독일에게 7:1로 패하며 개최국으로는 처음으로 월드컵 최다 실점 팀이 되었다. 
- 1930년 -  멕시코 (-13골)
- 1934년 -  독일 (-8골)
- 1938년 -  쿠바 (-12골)
- 1950년 -  멕시코 (-10골)
- 1954년 -  대한민국 (-16골)
- 1958년 -  프랑스 (-15골)
- 1962년 -  콜롬비아 (-11골)
- 1966년 -  북한,  스위스 (-9골)
- 1970년 -  서독 (-10골)
- 1974년 -  자이르 (-14골)
- 1978년 -  페루,  멕시코 (-12골)
- 1982년 -  엘살바도르 (-13골)
- 1986년 -  벨기에 (-15골)
- 1990년 -  아랍에미리트 (-11골)
- 1994년 -  불가리아,  카메룬 (-11골)
- 1998년 -  브라질 (-10골)
- 2002년 -  사우디아라비아 (-12골)
- 2006년 -  세르비아 몬테네그로 (-10골)
- 2010년 -  북한 (-12골)
- 2014년 -  브라질 (-14골)
- 2018년 -  파나마 (-11골)
- 2022년 -  코스타리카 (-11골)

## 최다 점수차 경기
여기서 특이 사항은 1990년 월드컵에서 카메룬이 소비에트 연방에게 0-4 패배를 당하고도 8강까지 진출한 반면 승리한 소비에트 연방은 조별 리그에서 탈락했다. 두 팀 다 아르헨티나, 루마니아와의 경기 때문이었다. 카메룬은 조별 리그에서 아르헨티나와 루마니아를 모두 이긴 반면, 소비에트 연방은 이 두 팀에게 모두 패했기 때문이다. 1998년 월드컵에 스페인은 불가리아를 6-1로 승리하고도 조별 리그에서 탈락했다. 아울러 1982년 월드컵에 출전한 헝가리 역시 엘살바도르에 무려 10-1로 크게 이기고도 아르헨티나에 밀려 조별 리그에서 탈락했다. 대승을 거두고도 조별 리그에서 탈락한 팀은 1998년 FIFA 월드컵에서 스페인을 끝으로 아직 없다. 2014년 FIFA 월드컵에서는 브라질이 독일에게 7:1로 패배를 당하며 개최국으로서는 처음으로 월드컵에서 최다 점수차로 패배한 팀이 되었다.
굵은 글씨는 해당 월드컵에서 우승한 팀이며 이탤릭체는 이렇게 승리함에도 불구하고 1라운드에서 탈락한 팀이다.
- 1930년 -  아르헨티나 대  미국,  우루과이 대  유고슬라비아 (6-1)
- 1934년 -  이탈리아 대  미국 (7-1)
- 1938년 -  스웨덴 대  쿠바 (8-0)
- 1950년 -  우루과이 대  볼리비아 (8-0)
- 1954년 -  헝가리 대  대한민국 (9-0)
- 1958년 -  체코슬로바키아 대  아르헨티나 (6-1)
- 1962년 -  헝가리 대  불가리아 (6-1),  유고슬라비아 대  콜롬비아 (5-0)
- 1966년 -  서독 대  스위스 (5-0)
- 1970년 -  멕시코 대  엘살바도르 (4-0)
- 1974년 -  유고슬라비아 대  자이르 (9-0)
- 1978년 -  아르헨티나 대  페루,  서독 대  멕시코 (6-0)
- 1982년 -  헝가리 대  엘살바도르 (10-1)
- 1986년 -  소련 대  헝가리 (6-0)
- 1990년 -  체코슬로바키아 대  미국,  서독 대  아랍에미리트 (5-1),  소련 대  카메룬 (4-0)
- 1994년 -  러시아 대  카메룬 (6-1)
- 1998년 -  스페인 대  불가리아 (6-1),  아르헨티나 대  자메이카,  네덜란드 대  대한민국 (5-0)
- 2002년 -  독일 대  사우디아라비아 (8-0)
- 2006년 -  아르헨티나 대  세르비아 몬테네그로 (6-0)
- 2010년 -  포르투갈 대  북한 (7-0)
- 2014년 -  독일 대  브라질 (7-1)
- 2018년 -  잉글랜드 대  파나마 (6-1),  러시아 대  사우디아라비아 (5-0)
- 2022년 -  스페인 대  코스타리카 (7-0)

## 역대 월드컵 개최국
월드컵에서 개최국은 해당월드컵에서 무조건 자동으로 톱시드의 자격으로 진출한다. 게다가 개최국은 다른 팀에 비해 여러 부분에서 상당히 유리한 위치에 놓인다. 역대 월드컵에서 개최국이 거둔 기록의 총합은  브라질보다 약간 우세할 정도로 성적이 매우 우수하다. 2010년 FIFA 월드컵과 2022년 FIFA 월드컵을 제외하고는 모든 팀이 16강 이상 진출했으며 우승도 6회에 달한다. 총 20개의 개최국 가운데 8강에 진출하지 못한 팀은 단 4팀에 불과하다.

### 월드컵 기록
| 연도    | 라운드  | 순위 | 경기 | 승 | 무 | 패 | 득점 | 실점 |
| ------- | ------- | ---- | ---- | -- | -- | -- | ---- | ---- |
| 1930년  | 우승    | 1    | 4    | 4  | 0  | 0  | 15   | 3    |
| 1934년  | 우승    | 1    | 5    | 4  | 1  | 0  | 12   | 3    |
| 1938년  | 8강     | 7    | 2    | 1  | 0  | 1  | 4    | 4    |
| 1950년  | 준우승  | 2    | 6    | 4  | 1  | 1  | 22   | 6    |
| 1954년  | 8강     | 8    | 3    | 1  | 0  | 2  | 7    | 10   |
| 1958년  | 준우승  | 2    | 6    | 4  | 1  | 1  | 12   | 7    |
| 1962년  | 3위     | 3    | 6    | 4  | 0  | 2  | 10   | 8    |
| 1966년  | 우승    | 1    | 6    | 5  | 1  | 0  | 11   | 3    |
| 1970년  | 8강     | 6    | 4    | 2  | 1  | 1  | 6    | 4    |
| 1974년  | 우승    | 1    | 7    | 6  | 0  | 1  | 13   | 4    |
| 1978년  | 우승    | 1    | 7    | 5  | 1  | 1  | 15   | 4    |
| 1982년  | 2라운드 | 12   | 5    | 1  | 2  | 2  | 4    | 5    |
| 1986년  | 8강     | 6    | 5    | 3  | 2  | 0  | 6    | 2    |
| 1990년  | 3위     | 3    | 7    | 6  | 1  | 0  | 10   | 2    |
| 1994년  | 16강    | 14   | 4    | 1  | 1  | 2  | 3    | 4    |
| 1998년  | 우승    | 1    | 7    | 6  | 1  | 0  | 15   | 2    |
| 2002년^ | 4위     | 4    | 7    | 3  | 2  | 2  | 8    | 6    |
| 2002년^ | 16강    | 9    | 4    | 2  | 1  | 1  | 5    | 3    |
| 2006년  | 3위     | 3    | 7    | 5  | 1  | 1  | 14   | 6    |
| 2010년  | 1라운드 | 20   | 3    | 1  | 1  | 1  | 3    | 4    |
| 2014년  | 4위     | 4    | 7    | 3  | 2  | 2  | 11   | 14   |
| 2018년  | 8강     | 8    | 5    | 2  | 2  | 1  | 11   | 7    |
| 2022년  | 1라운드 | 32   | 3    | 0  | 0  | 3  | 1    | 7    |
| 합계    |         |      | 118  | 73 | 22 | 25 | 218  | 118  |

^: 공동 개최.

## 같이 보기
- FIFA 풋살 월드컵
- 남자 축구 올림픽 기록 목록

1. ↑  골키퍼와 1:1 상황이 아닌 진짜 단 1명도 존재하지 않는 곳에서 득점을 한 사례이다.